# Caladenia patersonii
Caladenia patersonii là một loài thực vật có hoa trong họ Lan. Loài này được R.Br. mô tả khoa học đầu tiên năm 1810.